# Coscinocercus
Il coscinocerco (gen. Coscinocercus) è un mammifero xenartro estinto, appartenente ai glittodonti. Visse nel Miocene superiore (circa 9 - 7 milioni di anni fa) e i suoi resti fossili sono stati ritrovati in Sudamerica.

## Descrizione
Questo animale, come tutti i gliptodonti, era dotato di una corazza formata da numerosi osteodermi saldati fra loro, che proteggeva la maggior parte del corpo. Il carapace dorsale e gli anelli ossei mobili della coda mostrano delle figure periferiche molto numerose, tra le quali erano presenti grandi perforazioni. Il tubo caudale, invece, era piuttosto robusto e dotato di figure centrali sovente separate da due file di figure poligonali piatte, con numerose perforazioni che occupavano i punti di giuntura dei solchi. In generale, l'aspetto di questo animale doveva richiamare quello di Plohophorus.

## Classificazione
Il genere Coscinocercus venne descritto per la prima volta nel 1939 da Cabrera, sulla base di resti fossili ritrovati in Argentina, nella zona delle pampas, in terreni del Miocene superiore. A questo genere sono attribuite due specie, Coscinocercus marcalaini e C. brachyurus, distinte per alcune particolarità della corazza; tuttavia, queste potrebbero essere variabilità intraspecifiche.
Coscinocercus è un rappresentante dei glittodonti, e in particolare è rapportato al gruppo degli Hoplophorini. All'interno di questo gruppo, sembra che i suoi più stretti parenti fossero il già citato Plohophorus e Phlyctaenopyga. È possibile, tuttavia, che Coscinocercus sia identico a un altro glittodonte della fine del Miocene, Pseudoplophorus.